# Psychedelic Shack (álbum)
Psychedelic Shack es un álbum de la banda The Temptations, publicado en 1970 por la compañía Gordy (Motown). Con este trabajo lograron entrar en la psicodélica y fue escrito por Norman Withfield y Barrett Strong. Producido por Withfield, el grupo abandona completamente el "Motown Sound" para el desarrollo de este LP; que representa el hard rock en las guitarras, efecto de sonidos en los sintetizadores, grabación multipista en las baterías, sampling, y el stereo-shifting en las voces para cada canción, no fue tan tradicional como sus anteriores discos.

## Historia
"Psychedelic Shack" fue uno de los últimos álbumes completos antes de la tercera ruptura en la encarnación de The Temptations (Dennis Edwards, Paul Williams, Eddie Kendricks, Melvin Franklin y Otis Williams). Durante la grabación del álbum, Paul Williams tuvo muchos problemas por su delicado estado de salud, ya que sufría una enfermedad hereditaria llamada anemia de células falciformes a la que se sumaban complicaciones derivadas de su alcoholismo. Con frecuencia era incapaz de grabar, por lo que la banda tuvo que contratar a Richard Street, un amigo de Otis Williams y vocalista del grupo contratado por Motown The Monitors, para sustituir a Paul. Al mismo tiempo, Eddie Kendricks sentía una creciente animosidad por Otis y Melvin Franklin así como una fuerte frustración por el grupo, debido a la falta de creatividad y el escaso control sobre la compañía Motown; como consecuencia de las fuertes tensiones internas, la banda allanó el camino para que finalmente Kendrick se retirara a principios de 1971. 
El grupo disfrutó del «período psicodélico», tanto con este álbum como con otros, y el productor Norman Withfield incorporó una gran creatividad con Psychedelic Shack. La única oportunidad que tuvo la banda para contribuir propiamente fue con Kendricks, quien organizó las armonías vocales. La portada de este disco presenta un ilustrado con collage por Hermoon Weems, que colocó las fotos de la banda en una casa, representando a la "cabaña psicodélica".

## Lista de canciones
Superíndices denotan a los vocalistas para cada pista: (a) Dennis Edwards, (b) Eddie Kendricks, (c) Paul Williams, (d) Melvin Franklin, (e) Otis Williams.
Todas las canciones escritas por Norman Withfield y Barrett Strong, bajo la producción de Withfield

### Lado uno
1. "Psychedelic Shack" – 3:51 a, b, c, d, e
2. "You Make Your Own Heaven and Hell Right Here on Earth" – 2:46 a, b, d, e
3. "Hum Along and Dance" – 3:53 b, a, d, e
4. "Take a Stroll Thru Your Mind" – 8:37 b, a, c, d, e

### Lado dos
1. "It's Summer" – 2:36 d
2. "War" – 3:11 c, a, d
3. "You Need Love Like I Do (Don't You)" – 3:58 b
4. "Friendship Train" – 7:49 a

## Personal
- Dennis Edwards: vocalista (tenor)
- Eddie Kendricks: vocalista (tenor/falsetto)
- Paul Williams: vocalista (tenor/barítono)
- Melvin Franklin: vocalista (bajo)
- Otis Williams: vocals (tenor/barítono)
- Norman Whitfield: productor, compositor, letrista
- Barrett Strong: compositor, letrista
- The Funk Brothers: instrumentación

## Sencillos históricos
- "Psychedelic Shack" en blanco/negro, "That's the Way Love Is" (de Puzzle People) (Gordy 7096, publicado el 29 de diciembre de 1969)

## Cartelera
| Nombre              | Lista (1970)               | Máxima posición |
| ------------------- | -------------------------- | --------------- |
| Psychedelic Shack   | U.S. Billboard Pop Albums  | 9               |
| Psychedelic Shack   | U.S. Top R&B Albums        | 1 (4 semanas)   |
| "Psychedelic Shack" | U.S. Billboard Pop Singles | 7               |
| "Psychedelic Shack" | U.S. Billboard R&B Singles | 2               |

- Datos: Q7256208